# St Sampson (Cornouailles)
 (septembre 2023).
St Sampson est une paroisse civile des Cornouailles, en Angleterre.